# 神秘動物學

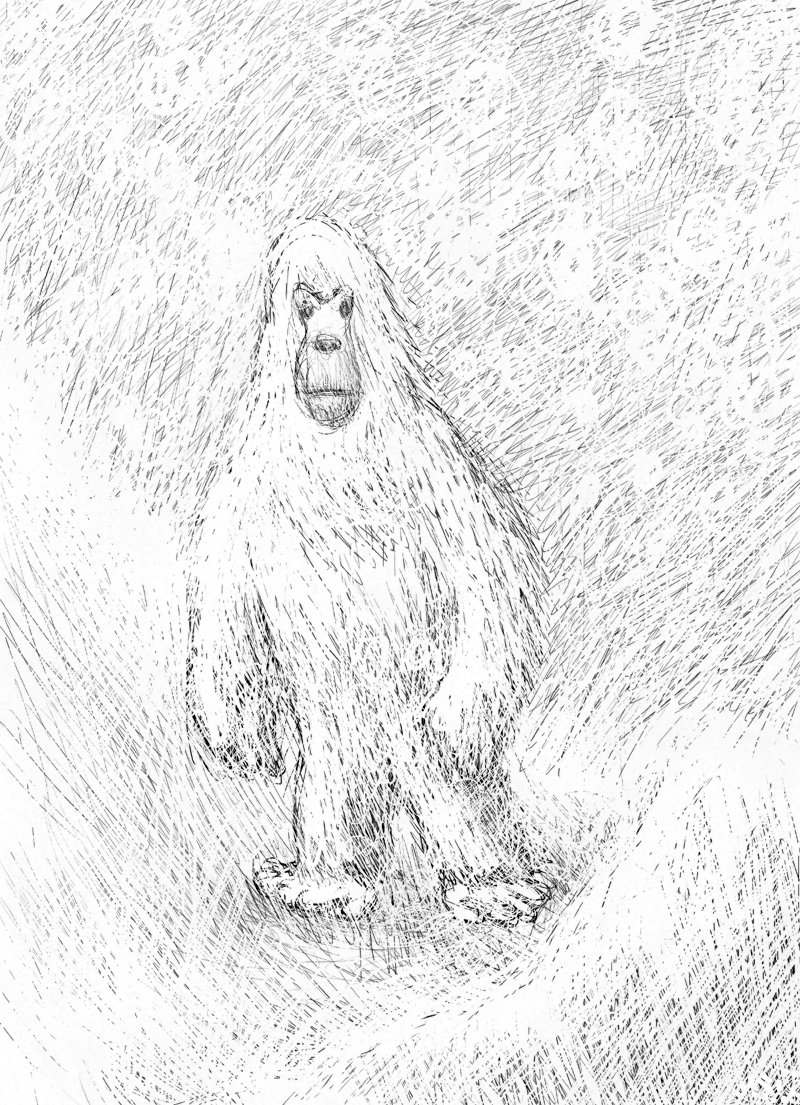
雪人想像圖

神秘動物學（英語：Cryptozoology），又稱傳說動物學，是一門專門研究未知或傳聞動物的科学，為神秘生物學之一支（另一為神秘植物學），主要包含兩個領域：
- 經由已經滅絕動物的化石紀錄來尋找殘存的個體。
- 尋找因為缺乏證據，尚未被確認，但是存在於神話、傳說，或未公開的目擊紀錄中的動物。

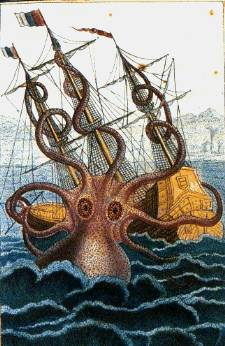
西洋傳說中的挪威海怪

## 外部連結
- Bates College: Cryptozoology Out Of Time Place Scale （页面存档备份，存于）
- British Columbia Scientific Cryptozoology Club
- Centre for Fortean Zoology （页面存档备份，存于）
- GUST- Global Underwater Search Team (Swedish, English)
- The International Society of Cryptozoology (archived website)
- Pennsylvania Bigfoot Society （页面存档备份，存于）
- The Legend of Standing Jack （页面存档备份，存于）
- perso.orange.fr/cryptozoo/welcome.htm （页面存档备份，存于）
- cryptozoologia.zigzag.be （页面存档备份，存于）
- cryptozoology.net （页面存档备份，存于）
- conspiracynexus.com （页面存档备份，存于）
- Polish Portal of Cryptozoology （页面存档备份，存于）